# Ellen (serial)
Ellen (pierwszy sezon jako These Friends of Mine) – amerykański serial komediowy emitowany na kanale ABC od 29 marca 1994 do 22 lipca 1998, składający się ze 109 odcinków. Główną rolę grała Ellen DeGeneres, wcielając się w postać Ellen Morgan, mieszkającej w Los Angeles trzydziestokilkuletniej właścicielki księgarni.
W odcinku „The Puppy Episode” tytułowa bohaterka Ellen dokonuje coming outu jako lesbijka, co wywołało wiele kontrowersji. Wcześniej ujawniła się także aktorka odgrywająca tę rolę. Została nazwana pierwszą lesbijką w telewizji, a działanie to określono kamieniem milowym LGBT. Jednocześnie wywołało to protesty konserwatywnej części społeczeństwa i wycofanie się części reklamodawców.

## Fabuła
Serial opowiada o mieszkającej w Los Angeles trzydziestokilkuletniej singielce Ellen Morgan, która prowadzi księgarnię-kawiarnię i spędza mnóstwo wolnego czasu ze swoimi trzema przyjaciółmi – Holly, Adamem i Anitą.
W pierwszym odcinku serialu problemem jest np. rozczarowanie Ellen z powodu nieatrakcyjnego zdjęcia na jej nowym prawie jazdy.

## Historia i odbiór
Serial początkowo nosił tytuł These Friends of Mine. W kolejnym sezonie tytuł został jednak zmieniony na Ellen. Jako powód przyjmowano, że składała się na to wyrazistość i popularność Ellen jako postaci, a także siła Ellen DeGeneres jako komediantki. Niektórzy jako przyczyny zmiany podają chęć odróżnienia od Friends z obawy, że te dwia tytuły mogłyby być mylone.
Już pierwszy sezon serialu cieszył się ogromną popularnością. Znajdował się w pierwszej dwudziestce najlepiej ocenionych programów w sezonie 1994–1995. Drugi sezon przyniósł zmianę tytułu i obsady serialu.
Zdaniem recenzentki Ken Tucker, scenarzyści chcieli nie tylko, aby odbiorca śmiał się z postaci, ale także utożsamiał z nimi i łączył umysłowo.
W pierwszych trzech sezonach Ellen Morgan nie stworzyła żadnego związku, a przez niektórych nazywana jest postacią aseksualną. Pojawiały się jednak aluzje, że Ellen jest lesbijką. Budowano wokół tego ogromne napięcie, co trwało przez cały czwarty sezon. Media spekulowały na ten temat: od programu Crossfire w CNN po strony lokalnych gazet. Emocje wokół wzrosły jeszcze bardziej, gdy aktorka dokonała coming outu na okładce Time i w telewizyjnych wywiadach z Oprah Winfrey i Diane Sawyer.
Wreszcie 26 kwietnia 1997 roku w „TV Guide” ukazała się całostronicowa reklama informująca, że w wieczornym odcinku czekanie dobiegnie końca. Odcinek „The Puppy Episode”, w którym doszło do coming outu Ellen, oglądało ok. 42 milionów osób i był najlepiej ocenionym odcinkiem serialu. Odcinek ten otrzymał też liczne nagrody i nominacje (zobacz sekcję: Nagrody i nominacje).
DeGeneres, podczas wywiadu z Larrym Kingiem 12 maja 1998 roku, przyznała, że zapowiedzi nie miały trwać tak długo, a objąć tylko kilka odcinków, podczas których widzowie mogliby się domyślać i zastanawiać, w jakim kierunku zmierza akcja. Przez ciągłe odkładanie historia wyciekła. Powodem zwłoki był brak zgody ze strony stacji telewizyjnej.
Niektóre firmy jeszcze przed premierą zrezygnowały z reklam. Pojawiły się też protesty przed emisją odcinka. Aktywiści LGBT ogłosili ten epizod kamieniem milowym w kulturze i zorganizowali imprezy „Come Out with Ellen” w miastach w całym kraju. Zwrócono uwagę, że serial zmienia podejście do seksualności, wykorzystując do tego telewizję będącą głównym medium. Z drugiej strony część środowisk LGBT krytykowała ten entuzjazm, twierdząc, że to wydarzenie ma tylko charakter formalny, a jednocześnie jest wyreżyserowane, Ellen natomiast powiela stereotypy i odcina się od społeczności queer, uznając część jej kultury, zachowań i postaw jako ekstremistyczne.
Po pięciu sezonach serial został zakończony. Po coming oucie, podczas którego oceny i oglądalność osiągnęły apogeum, notowania zaczęły spadać. Oceny były niższe, oglądalność mniejsza, a część filii protestowała przeciwko emisji programu. Przyczyniła się do tego także zmiana postaci: Ellen, która początkowo była postacią zabawną, stała się kontrowersyjna i skłaniająca do przemyśleń. Ostatni odcinek wyemitowano 22 lipca 1998.
Później odcinki wielokrotnie wydawano na płytach DVD.

## Obsada
W pierwszym sezonie główne role, oprócz Ellen DeGeneres, grali Holly Fulger, Arye Gross oraz Maggie Wheeler. W drugim sezonie zmieniła się obsada serialu. Postaci Holly Jamison (Holly Fulger) oraz Anita Warwell (Maggie Wheeler) nie pojawiły się więcej w serialu.
| Postać        | Grana przez:          | Przypis |
| ------------- | --------------------- | ------- |
| Ellen Morgan  | Ellen DeGeneres       | [ 6 ]   |
| Joe Farrell   | David Anthony Higgins | [ 19 ]  |
| Paige Clarke  | Joely Fisher          | [ 19 ]  |
| Audrey Penney | Clea Lewis            | [ 19 ]  |
| Spence Kovak  | Jeremy Piven          | [ 19 ]  |
| Adam Green    | Arye Gross            | [ 6 ]   |
| Holly Jamison | Holly Fulger          | [ 6 ]   |
| Anita Warwell | Maggie Wheeler        | [ 6 ]   |

Oprócz tego:
- Steven Gilborn jako Harold Cornelius Morgan, ojciec Ellen[20],
- Alice Hirson jako Lois Ellington Morgan, matka Ellen[21],
- Patrick Bristow jako Peter Barnes, przyjaciel Ellen (sezony 2–5)[19],
- Bruce Campbell jako Ed Billik (sezon 4)[22],
- Jack Plotnick jako Barrett (sezony 3–5)[23],
- Lisa Darr jako Laurie Manning, dziewczyna Ellen (sezon 5)[24].

## Nagrody i nominacje

### Artios Awards
| Rok  | Kategoria                            | Nominacja                          | Wynik     | Przypisy |
| ---- | ------------------------------------ | ---------------------------------- | --------- | -------- |
| 1995 | Najlepsza obsada serialu komediowego | Tammara Billik oraz Justine Jacoby | Nominacja | [ 25 ]   |
| 1997 | Najlepsza obsada serialu komediowego | Tammara Billik                     | Nominacja | [ 26 ]   |
| 1998 | Najlepsza obsada serialu komediowego | Tammara Billik                     | Wygrana   | [ 27 ]   |

### American Comedy Awards
| Rok  | Kategoria                                                      | Nominacja       | Wynik     | Przypisy |
| ---- | -------------------------------------------------------------- | --------------- | --------- | -------- |
| 1995 | Najzabawniejsza rola żeńska w serialu telewizyjnym             | Ellen DeGeneres | Nominacja | [ 28 ]   |
| 1998 | Najzabawniejsza rola żeńska w serialu telewizyjnym             | Ellen DeGeneres | Nominacja | [ 29 ]   |
| 1998 | Najzabawniejszy gościnny występ aktorki w serialu telewizyjnym | Laura Dern      | Nominacja | [ 29 ]   |
| 1998 | Najzabawniejszy gościnny występ aktorki w serialu telewizyjnym | Emma Thompson   | Nominacja | [ 29 ]   |
| 1999 | Najzabawniejsza rola żeńska w serialu telewizyjnym             | Ellen DeGeneres | Nominacja | [ 30 ]   |

### BMI Film & TV Awards
| Rok  | Kategoria      | Nominacja           | Wynik   | Przypisy |
| ---- | -------------- | ------------------- | ------- | -------- |
| 1995 | TV Music Award | W. G. Snuffy Walden | Wygrana | [ 31 ]   |

### Amerykańska Gildia Reżyserów Filmowych (DGA)
| Rok  | Kategoria                                | Nominacja                         | Wynik     | Przypisy |
| ---- | ---------------------------------------- | --------------------------------- | --------- | -------- |
| 1997 | Najlepsza reżyseria w serialu komediowym | Gil Junger za „The Puppy Episode” | Nominacja | [ 32 ]   |

### GLAAD Media Awards
| Rok  | Kategoria                  | Nominacja | Wynik     | Przypisy |
| ---- | -------------------------- | --------- | --------- | -------- |
| 1997 | Najlepszy serial komediowy | Ellen     | Nominacja | [ 33 ]   |
| 1998 | Najlepszy serial komediowy | Ellen     | Wygrana   | [ 34 ]   |
| 1999 | Najlepszy serial komediowy | Ellen     | Nominacja | [ 35 ]   |

### Złote Globy
| Rok  | Kategoria                                                                     | Nominacja       | Wynik     | Przypisy |
| ---- | ----------------------------------------------------------------------------- | --------------- | --------- | -------- |
| 1995 | Najlepsza aktorka w telewizyjnym serialu komediowym lub musicalu              | Ellen DeGeneres | Nominacja | [ 36 ]   |
| 1996 | Najlepsza aktorka w telewizyjnym serialu komediowym lub musicalu              | Ellen DeGeneres | Nominacja | [ 37 ]   |
| 1997 | Najlepsza aktorka w telewizyjnym serialu komediowym lub musicalu              | Ellen DeGeneres | Nominacja | [ 38 ]   |
| 1997 | Najlepsza aktorka drugoplanowa w serialu, miniserialu lub filmie telewizyjnym | Joely Fisher    | Nominacja | [ 38 ]   |

### Nagroda Emmy
| Rok  | Kategoria                                                       | Nominacja                                                                                       | Wynik     | Przypisy      |
| ---- | --------------------------------------------------------------- | ----------------------------------------------------------------------------------------------- | --------- | ------------- |
| 1995 | Najlepsza aktorka pierwszoplanowa w serialu komediowym          | Ellen DeGeneres za „The Spa”                                                                    | Nominacja | [ 39 ]        |
| 1996 | Najlepsza aktorka pierwszoplanowa w serialu komediowym          | Ellen DeGeneres za „Witness”                                                                    | Nominacja | [ 40 ]        |
| 1997 | Najlepsza reżyseria w serialu komediowym                        | Gil Junger za „The Puppy Episode”                                                               | Nominacja | [ 41 ] [ 42 ] |
| 1997 | Najlepsza aktorka gościnna w serialu komediowym                 | Laura Dern za „The Puppy Episode”                                                               | Nominacja | [ 41 ] [ 42 ] |
| 1997 | Najlepsza aktorka pierwszoplanowa w serialu komediowym          | Ellen DeGeneres za „The Puppy Episode”                                                          | Nominacja | [ 41 ] [ 42 ] |
| 1997 | Najlepszy montaż w serialu komediowym kręconym wieloma kamerami | Kris Trexler za „The Puppy Episode”                                                             | Wygrana   | [ 41 ] [ 42 ] |
| 1997 | Najlepszy scenariusz serialu komediowego                        | Ellen DeGeneres, Mark Driscoll, Dava Savel, Tracy Newman, Jonathan Stark za „The Puppy Episode” | Wygrana   | [ 41 ] [ 42 ] |
| 1998 | Najlepsza aktorka gościnna w serialu komediowym                 | Emma Thompson za „Emma”                                                                         | Wygrana   | [ 43 ] [ 44 ] |
| 1998 | Najlepsza aktorka pierwszoplanowa w serialu komediowym          | Ellen DeGeneres za „Neighbors”                                                                  | Nominacja | [ 43 ] [ 44 ] |
| 1998 | Najlepszy scenariusz serialu komediowego                        | Lawrence Broch za „Emma”                                                                        | Nominacja | [ 43 ] [ 44 ] |

### Złoty Satelita
| Rok  | Kategoria                                                        | Nominacja       | Wynik     | Przypisy |
| ---- | ---------------------------------------------------------------- | --------------- | --------- | -------- |
| 1997 | Najlepsza aktorka w telewizyjnym serialu komediowym lub musicalu | Ellen DeGeneres | Nominacja | [ 45 ]   |
| 1998 | Najlepsza aktorka w telewizyjnym serialu komediowym lub musicalu | Ellen DeGeneres | Wygrana   | [ 46 ]   |
| 1998 | Najlepszy telewizyjny serial komediowy lub musical               | Ellen           | Wygrana   | [ 46 ]   |

### Nagroda Gildii Aktorów Ekranowych
| Rok  | Kategoria                                     | Nominacja       | Wynik     | Przypisy |
| ---- | --------------------------------------------- | --------------- | --------- | -------- |
| 1994 | Najlepszy występ aktorki w serialu komediowym | Ellen DeGeneres | Nominacja | [ 47 ]   |
| 1996 | Najlepszy występ aktorki w serialu komediowym | Ellen DeGeneres | Nominacja | [ 48 ]   |
| 1997 | Najlepszy występ aktorki w serialu komediowym | Ellen DeGeneres | Nominacja | [ 49 ]   |

### Writers Guild of America Awards
| Rok  | Kategoria                  | Nominacja                                                                                       | Wynik     | Przypisy |
| ---- | -------------------------- | ----------------------------------------------------------------------------------------------- | --------- | -------- |
| 1998 | Najlepszy serial komediowy | Mark Driscoll, Dava Savel, Tracy Newman, Jonathan Stark, Ellen DeGeneres za „The Puppy Episode” | Nominacja | [ 50 ]   |
| 1999 | Najlepszy serial komediowy | Lawrence Broch za „Emma”                                                                        | Nominacja | [ 51 ]   |

## Kontynuacja
W sezonie 2001–2002 na kanale CBS odbyła się emisja sitcomu The Ellen Show mającego być kontynuacją Ellen, jednak z powodu słabej oglądalności po 13 odcinkach serial został wycofany, a 5 odcinków nie zostało wyemitowane. Program jednak został w całości wydany na płytach DVD, a jego wydawanie kilkukrotnie wznawiano. Od 2023 dostępny jest również na platformach streamingowych.